# Paris-Nice 2012
La 70e édition de Paris-Nice a eu lieu du 4 au 11 mars 2012. Il s'agit de la 2e épreuve de l'UCI World Tour 2012.
Le Britannique Bradley Wiggins (Sky) vainqueur du contre-la-montre final remporte cette édition après avoir été leader dès la 2e étape. Il devient le deuxième coureur britannique à gagner la course après Tom Simpson en 1967. Il devance de 8 s le Néerlandais Lieuwe Westra (Vacansoleil-DCM), vainqueur de l’étape reine à Mende. L’Espagnol Alejandro Valverde (Movistar) complète le podium avec plus d'1 min de retard sur le vainqueur.
Pour les autres classements, Wiggins s'adjuge celui par points, tandis que le Belge Frederik Veuchelen (Vacansoleil-DCM) s'adjuge le maillot de meilleur grimpeur et l'Américain Tejay van Garderen (BMC Racing) celui de meilleur jeune. L'équipe néerlandaise Vacansoleil-DCM, vainqueur de trois étapes gagne le classement par équipes.

## Présentation

### Parcours
Après un contre-la-montre inaugural de 9,4 km et une étape de plaine propice aux bordures, le parcours propose 2 étapes pour puncheurs. Ensuite, les coureurs participeront à une étape de moyenne montagne, arrivant au sommet de la montée Laurent Jalabert à Mende. Puis, ce sera une étape pour les baroudeurs et une étape de moyenne montagne. Enfin, ce Paris-Nice se terminera par un contre-la-montre sur le Col d'Èze,,.

### Équipes
L'organisateur Amaury Sport Organisation a communiqué la liste des équipes invitées le 18 janvier 2012. 22 équipes participent à ce Paris-Nice - 18 ProTeams et 4 équipes continentales professionnelles :
| Nom de l'équipe         | Pays        | Code |
| ----------------------- | ----------- | ---- |
| AG2R La Mondiale        | France      | ALM  |
| Astana                  | Kazakhstan  | AST  |
| BMC Racing              | États-Unis  | BMC  |
| Euskaltel-Euskadi       | Espagne     | EUS  |
| FDJ-BigMat              | France      | FDJ  |
| Garmin-Barracuda        | États-Unis  | GRM  |
| GreenEDGE               | Australie   | GEC  |
| Katusha                 | Russie      | KAT  |
| Lampre-ISD              | Italie      | LAM  |
| Liquigas-Cannondale     | Italie      | LIQ  |
| Lotto-Belisol           | Belgique    | LTB  |
| Movistar                | Espagne     | MOV  |
| Omega Pharma-Quick Step | Belgique    | OPQ  |
| Rabobank                | Pays-Bas    | RAB  |
| RadioShack-Nissan       | Luxembourg  | RNT  |
| Saxo Bank               | Danemark    | SAX  |
| Sky                     | Royaume-Uni | SKY  |
| Vacansoleil-DCM         | Pays-Bas    | VCD  |

| Nom de l'équipe | Pays     | Code |
| --------------- | -------- | ---- |
| Cofidis         | France   | COF  |
| Europcar        | France   | EUC  |
| Project 1t4i    | Pays-Bas | PRO  |
| Saur-Sojasun    | France   | SAU  |

### Favoris
Tony Martin (Omega Pharma-Quick Step), tenant du titre, sera un des favoris à sa propre succession, avec Levi Leipheimer et Sylvain Chavanel comme co-leaders. Il devra notamment faire face à Luis León Sánchez (Rabobank), adepte de Paris-Nice, course qu'il a remporté en 2009 et où il a terminé 2e en 2010. De très bons grimpeurs seront aussi à surveiller. Ce sera le cas d'Andy et Fränk Schleck (RadioShack-Nissan), mais aussi de Nicolas Roche (AG2R La Mondiale), Robert Kišerlovski et Kevin Seeldraeyers (Astana), Igor Antón (Euskaltel-Euskadi), Arnold Jeannesson (FDJ-BigMat), Damiano Cunego (Lampre-ISD), Ivan Basso (Liquigas-Cannondale), Alejandro Valverde (Movistar), Alexandre Geniez (Project 1t4i) et Bauke Mollema (Rabobank). Des rouleurs-grimpeurs seront aussi à considérer. Citons Jean-Christophe Péraud (AG2R La Mondiale), Janez Brajkovič (Astana), Tejay van Garderen (BMC Racing), Rein Taaramäe (Cofidis), Denis Menchov (Katusha), Andreas Klöden (RadioShack-Nissan), Jérôme Coppel (Saur-Sojasun), Bradley Wiggins et Richie Porte (Sky),,.
À noter également la présence de divers puncheurs-baroudeurs comme Thomas Voeckler (Europcar), Rémi Pauriol (FDJ-BigMat), Simon Gerrans (GreenEDGE), Gianni Meersman (Lotto-Belisol) et Thomas De Gendt (Vacansoleil-DCM) qui peuvent viser des victoires d'étapes notamment.
Également, plusieurs sprinteurs feront cette Course au soleil. Ainsi, Anthony Ravard (AG2R La Mondiale), Thor Hushovd (BMC Racing), Samuel Dumoulin (Cofidis), Yauheni Hutarovich (FDJ-BigMat), Heinrich Haussler (Garmin-Barracuda), Denis Galimzyanov (Katusha), Grega Bole (Lampre-ISD), Elia Viviani (Liquigas-Cannondale), Gregory Henderson (Lotto-Belisol), José Joaquín Rojas (Movistar), Tom Boonen (Omega Pharma-Quick Step), Marcel Kittel et John Degenkolb (Project 1t4i), Mark Renshaw (Rabobank), Geraint Thomas (Sky) et Romain Feillu (Vacansoleil-DCM) seront présents.

## Étapes
| Étape     | Date    | Villes étapes                                    |  | Distance (km) | Vainqueur d’étape  | Leader du classement général |
| --------- | ------- | ------------------------------------------------ |  | ------------- | ------------------ | ---------------------------- |
| 1re étape | 4 mars  | Dampierre-en-Yvelines - Saint-Rémy-lès-Chevreuse |  | 9,4 (clm)     | Gustav Larsson     | Gustav Larsson               |
| 2e étape  | 5 mars  | Mantes-la-Jolie - Orléans                        |  | 185,5         | Tom Boonen         | Bradley Wiggins              |
| 3e étape  | 6 mars  | Vierzon - Lac de Vassivière                      |  | 194           | Alejandro Valverde | Bradley Wiggins              |
| 4e étape  | 7 mars  | Brive-la-Gaillarde - Rodez                       |  | 178           | Gianni Meersman    | Bradley Wiggins              |
| 5e étape  | 8 mars  | Onet-le-Château - Mende                          |  | 178,5         | Lieuwe Westra      | Bradley Wiggins              |
| 6e étape  | 9 mars  | Suze-la-Rousse - Sisteron                        |  | 178,5         | Luis León Sánchez  | Bradley Wiggins              |
| 7e étape  | 10 mars | Sisteron - Nice                                  |  | 219,5         | Thomas De Gendt    | Bradley Wiggins              |
| 8e étape  | 11 mars | Nice - Col d'Èze                                 |  | 9,6 (clm)     | Bradley Wiggins    | Bradley Wiggins              |

## Déroulement de la course

### 1reétape

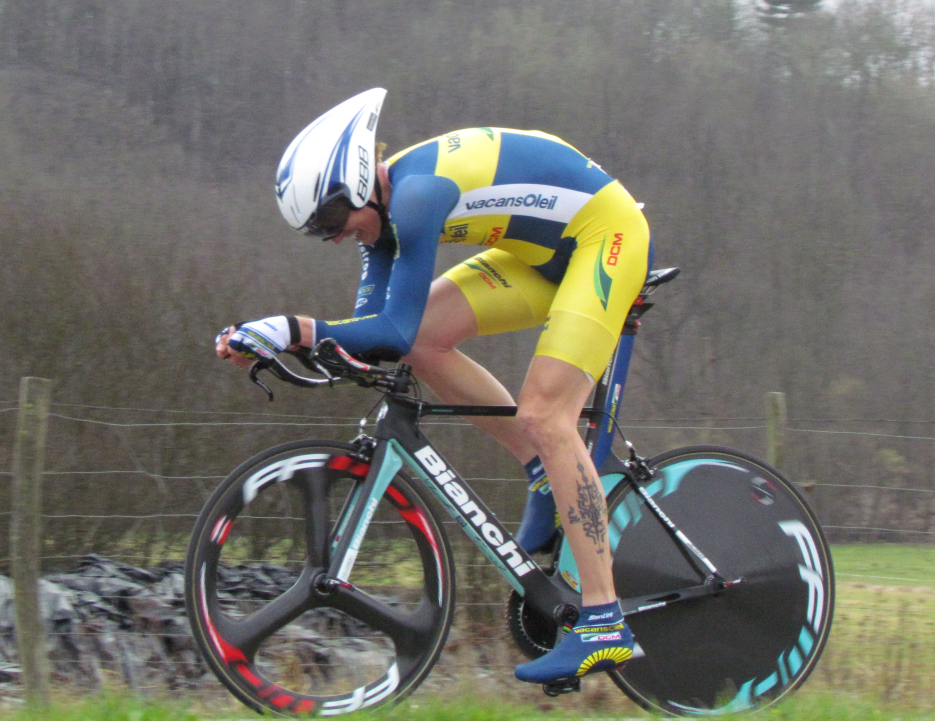
Gustav Larsson vainqueur de ce contre-la-montre.

Ce Paris-Nice débute par un contre-la-montre de 9,4 km entre Dampierre-en-Yvelines et Saint-Rémy-lès-Chevreuse, dans les Yvelines. Il est plat, avec néanmoins la côte des dix-sept tournants (1,1 km à 6,2 %), classée en 3e catégorie, dont le sommet est au km 1,8.
Gustav Larsson (Vacansoleil-DCM) remporte l'étape et s'empare du même coup des maillots jaune et vert. Il devance Bradley Wiggins (Sky), pourtant handicapé par la pluie, et Levi Leipheimer (Omega Pharma-Quick Step) de 1 et 4 s. Tejay van Garderen (BMC Racing), 4e à 9 s, prend le maillot blanc, Thomas De Gendt (Vacansoleil-DCM) le maillot à pois et Omega Pharma-Quick Step la tête du classement par équipe. Le champion du monde de la spécialité et tenant du titre Tony Martin (Omega Pharma-Quick Step) déçoit, terminant 28e à 25 s. Contrairement à Larsson, il a disputé ce contre-la-montre sous la pluie,.
|    | Coureur            | Pays        | Équipe                  |    | Temps       |
| -- | ------------------ | ----------- | ----------------------- | -- | ----------- |
| 1  | Gustav Larsson     | Suède       | Vacansoleil-DCM         | en | 11 min 19 s |
| 2  | Bradley Wiggins    | Royaume-Uni | Sky                     | +  | 1 s         |
| 3  | Levi Leipheimer    | États-Unis  | Omega Pharma-Quick Step |    | 4 s         |
| 4  | Tejay van Garderen | États-Unis  | BMC Racing              |    | 9 s         |
| 5  | Thomas De Gendt    | Belgique    | Vacansoleil-DCM         |    | 12 s        |
| 6  | Sylvain Chavanel   | France      | Omega Pharma-Quick Step |    | 12 s        |
| 7  | Rein Taaramäe      | Estonie     | Cofidis                 |    | 13 s        |
| 8  | Markel Irizar      | Espagne     | RadioShack-Nissan       |    | 13 s        |
| 9  | Rémi Pauriol       | France      | FDJ-BigMat              |    | 15 s        |
| 10 | Jérôme Coppel      | France      | Saur-Sojasun            |    | 15 s        |

|    | Coureur            | Pays        | Équipe                  |    | Temps       |
| -- | ------------------ | ----------- | ----------------------- | -- | ----------- |
| 1  | Gustav Larsson     | Suède       | Vacansoleil-DCM         | en | 11 min 19 s |
| 2  | Bradley Wiggins    | Royaume-Uni | Sky                     | +  | 1 s         |
| 3  | Levi Leipheimer    | États-Unis  | Omega Pharma-Quick Step |    | 4 s         |
| 4  | Tejay van Garderen | États-Unis  | BMC Racing              |    | 9 s         |
| 5  | Thomas De Gendt    | Belgique    | Vacansoleil-DCM         |    | 12 s        |
| 6  | Sylvain Chavanel   | France      | Omega Pharma-Quick Step |    | 12 s        |
| 7  | Rein Taaramäe      | Estonie     | Cofidis                 |    | 13 s        |
| 8  | Markel Irizar      | Espagne     | RadioShack-Nissan       |    | 13 s        |
| 9  | Rémi Pauriol       | France      | FDJ-BigMat              |    | 15 s        |
| 10 | Jérôme Coppel      | France      | Saur-Sojasun            |    | 15 s        |

### 2eétape

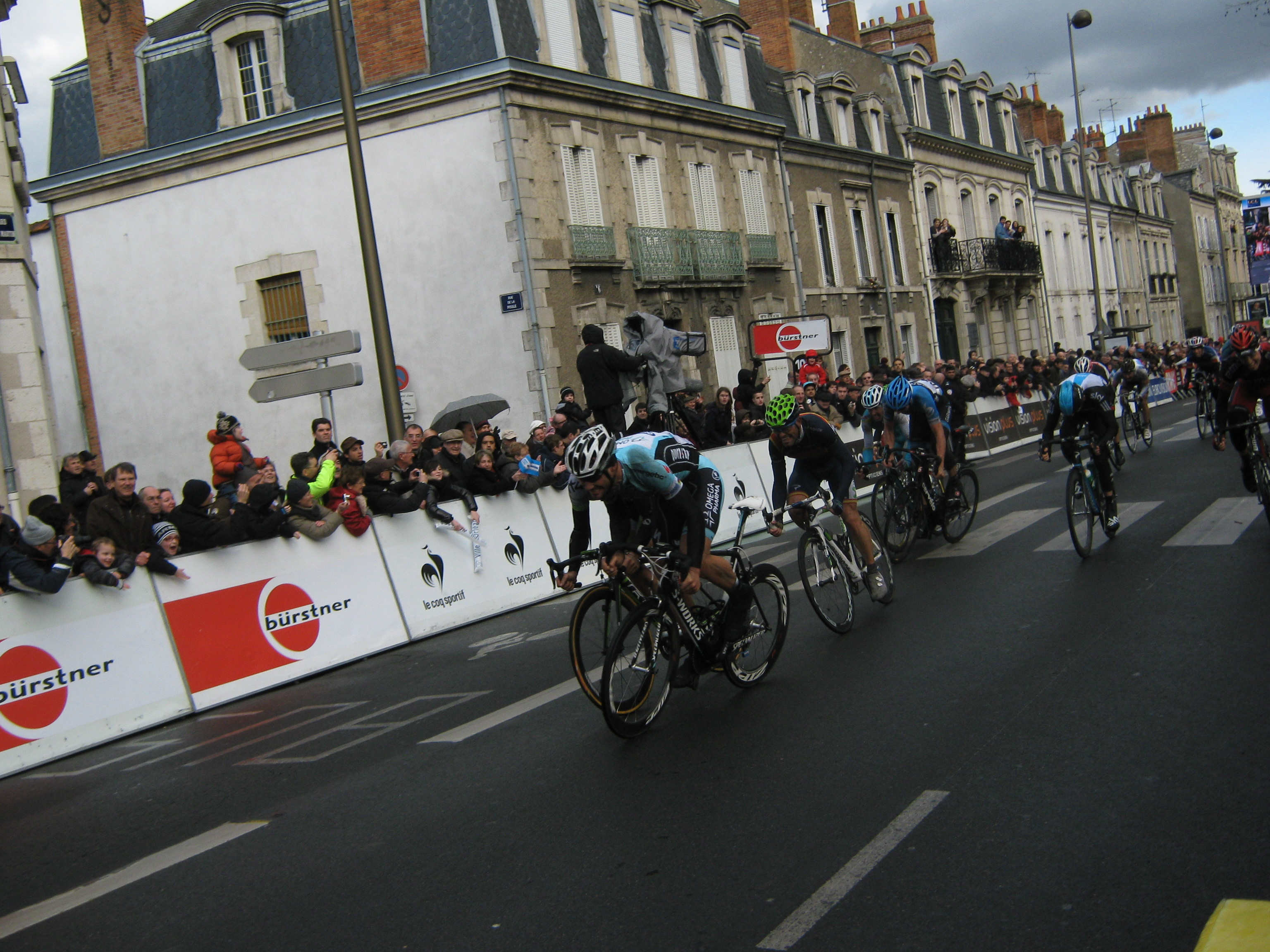
Le sprint final des hommes de tête à Orléans (photo prise à 50 m de l'arrivée).

Cette étape est tracée dans les plaines de la Beauce, propices aux bordures. Les coureurs passeront notamment par la côte des Granges-le-Roi (11,5 km à 3,1 %), une ascension de 3e catégorie dont le sommet est placé au km 85, et un sprint intermédiaire (km 140). L'arrivée est jugée à Orléans, après 185,5 km de course depuis Mantes-la-Jolie, à travers les Yvelines, l'Essonne, l'Eure-et-Loir et le Loiret.
Alors que Nick Nuyens (Saxo Bank) est non-partant, le vent n'incite pas à l'attaque, et ce malgré le rythme modéré du peloton (30 km/h). Il faut ainsi attendre le km 60 pour voir la première attaque. Olivier Kaisen (Lotto-Belisol) s'échappe. Il atteint rapidement 1 min 30 s d'avance sur peloton, tandis qu'Ivan Basso (Liquigas-Cannondale) chute au km 72 mais reprend sa place au sein du peloton, puis jusqu'à 2 min 50 s, au pied de la côte des Granges-le-Roi. Le Belge passe logiquement en tête au sommet. Dans le peloton, Thomas De Gendt (Vacansoleil-DCM) conforte son maillot à pois en devançant Sylvain Chavanel (Omega Pharma-Quick Step) pour la 2e place.
Juste après le ravitaillement (km 93), le peloton accélère, lâchant quelques coureurs, notamment Andy Schleck (RadioShack-Nissan). Les équipes Omega Pharma-Quick Step et Sky mènent le peloton et, une fois Kaisen repris au km 100, le groupe explose. Devant, on retrouve un groupe de 30 coureurs, réduit à 21 éléments à la suite d'une chute au km 108. Le groupe de tête est alors composé d'Anthony Ravard (AG2R La Mondiale), Francesco Gavazzi et Robert Kišerlovski (Astana), Taylor Phinney et Tejay van Garderen (BMC Racing), Arnold Jeannesson (FDJ-BigMat), Andreas Klier et Sep Vanmarcke (Garmin-Barracuda), Simon Špilak et Ángel Vicioso (Katusha), José Joaquín Rojas et Alejandro Valverde (Movistar), Tom Boonen, Sylvain Chavanel, Levi Leipheimer et Nikolas Maes (Omega Pharma-Quick Step), John Degenkolb (Project 1t4i), Maxime Monfort (RadioShack-Nissan), Geraint Thomas et Bradley Wiggins (Sky) et Lieuwe Westra (Vacansoleil-DCM).
Petit à petit, le reste du peloton va constituer 2 groupes. Le groupe maillot jaune est composé d'environ 80 coureurs et derrière on retrouve un groupe de 70 unités, avec notamment Jean-Christophe Péraud (AG2R La Mondiale), Janez Brajkovič (Astana), Thor Hushovd (BMC Racing), Rein Taaramäe (Cofidis), Igor Antón (Euskaltel-Euskadi), Richie Porte et Kanstantsin Siutsou (Sky), Thomas De Gendt (Vacansoleil-DCM), Basso et Andy Schleck. Le groupe de tête va augmenter son avance, le groupe maillot jaune, mené par les équipes Saur-Sojasun de Jérôme Coppel lui aussi piégé, ayant 1 min 45 s de retard au sprint intermédiaire, remporté par Wiggins devant Valverde et Monfort. À 25 km de l'arrivée, elle est passée à 2 min 17 s.
À 4 km de l'arrivée, Westra attaque, mais Chavanel ramène le groupe. Le champion de France effectue d'ailleurs un gros travail dans les derniers kilomètres. Peu après la flamme rouge, Vanmarcke attaque, Ravard va le chercher, mais Maes ramène le groupe. Degenkolb lance le sprint à 300 m de la ligne, mais Boonen, parfaitement lancé par Maes, s'impose à Orléans. Il devance Rojas et Degenkolb. Wiggins s'empare du maillot jaune, avec 6 s d'avance sur Leipheimer et 7 sur le vainqueur du jour, qui s'empare du maillot vert. Le groupe maillot jaune termine à 2 min 29 s, le groupe Taaramäe à 10 min 58 s. Le classement général est ainsi chamboulé, et les prétendants à la victoire finale réduit à une dizaine de coureurs.
|    | Coureur            | Pays        | Équipe                  |    | Temps           |
| -- | ------------------ | ----------- | ----------------------- | -- | --------------- |
| 1  | Tom Boonen         | Belgique    | Omega Pharma-Quick Step | en | 4 h 22 min 15 s |
| 2  | José Joaquín Rojas | Espagne     | Movistar                | +  | m.t             |
| 3  | John Degenkolb     | Allemagne   | Project 1t4i            |    | m.t             |
| 4  | Sep Vanmarcke      | Belgique    | Garmin-Barracuda        |    | m.t             |
| 5  | Francesco Gavazzi  | Italie      | Astana                  |    | m.t             |
| 6  | Ángel Vicioso      | Espagne     | Katusha                 |    | m.t             |
| 7  | Maxime Monfort     | Belgique    | RadioShack-Nissan       |    | m.t             |
| 8  | Alejandro Valverde | Espagne     | Movistar                |    | m.t             |
| 9  | Taylor Phinney     | États-Unis  | BMC Racing              |    | m.t             |
| 10 | Geraint Thomas     | Royaume-Uni | Sky                     |    | m.t             |

|    | Coureur            | Pays        | Équipe                  |    | Temps           |
| -- | ------------------ | ----------- | ----------------------- | -- | --------------- |
| 1  | Bradley Wiggins    | Royaume-Uni | Sky                     | en | 4 h 33 min 32 s |
| 2  | Levi Leipheimer    | États-Unis  | Omega Pharma-Quick Step | +  | 6 s             |
| 3  | Tom Boonen         | Belgique    | Omega Pharma-Quick Step |    | 7 s             |
| 4  | Tejay van Garderen | États-Unis  | BMC Racing              |    | 11 s            |
| 5  | Sylvain Chavanel   | France      | Omega Pharma-Quick Step |    | 14 s            |
| 6  | Maxime Monfort     | Belgique    | RadioShack-Nissan       |    | 18 s            |
| 7  | Taylor Phinney     | États-Unis  | BMC Racing              |    | 21 s            |
| 8  | Lieuwe Westra      | Pays-Bas    | Vacansoleil-DCM         |    | 22 s            |
| 9  | Geraint Thomas     | Royaume-Uni | Sky                     |    | 28 s            |
| 10 | José Joaquín Rojas | Espagne     | Movistar                |    | 29 s            |

### 3eétape
Après environ 80 km de plat, le parcours est vallonné par une multitude de petites côtes, dont seule une montée de 3e catégorie, la côte de Bourganeuf (1,2 km à 4 %), dont le sommet est au km 167,5, est répertoriée. Après le sprint intermédiaire (km 186), les coureurs aborderont la montée vers le lac de Vassivière (5,2 km à 3,9 %), classée en 3e catégorie, au sommet de laquelle sera jugée l'arrivée, après 194 km de course depuis Vierzon, à travers le Cher, l'Indre, la Creuse et la Haute-Vienne.
Tandis qu'Andy Schleck (RadioShack-Nissan) et Aidis Kruopis (GreenEDGE) sont non-partants, Michael Mørkøv (Saxo Bank) s'échappe dès le départ, suivi par Jimmy Engoulvent (Saur-Sojasun) et Roy Curvers (Project 1t4i). Le trio prend rapidement de l'avance, jusqu'à 4 min 5 s, écart enregistré au km 46. Puis, les Sky contrôlent l'écart autour de 4 min 30 s.
Au km 140, quelques coureurs, dont Pierre Cazaux (Euskaltel-Euskadi) et David Moncoutié (Cofidis), chutent. Une fois ces coureurs revenus, le peloton va enclencher la poursuite, réduisant l'avance des hommes de tête à 3 min 15 s à 40 km de l'arrivée. Au pied de la côte de Bourganeuf, où le retard du peloton est de 2 min 55 s, les Movistar accélèrent. L'écart n'est plus que de 2 min 10 s au sommet, où Curvers devance Engoulvent et Mørkøv, et de 1 min 10 s à 20 km de la ligne. À 14 km du but, Engoulvent attaque. Si ses ex-compagnons sont repris 4 km plus loin, il passe avec 7 s d'avance sur le peloton, réglé par Geraint Thomas (Sky) et José Iván Gutiérrez (Movistar), au sprint intermédiaire. Il est finalement revu 1 km plus loin.
À 4 km de l'arrivée, Sergueï Lagoutine (Vacansoleil-DCM) attaque. Il parvient à prendre une douzaine de secondes d'avance, mais est repris sous la flamme rouge, tandis que Carlos Barredo (Rabobank) est un temps intercalé. La victoire va donc se jouer au sprint, dans un peloton d'une soixantaine de coureurs. Alejandro Valverde (Movistar) lance le sprint à 500 m de la ligne et devance Simon Gerrans (GreenEDGE), mal placé au moment de l'accélération de l'espagnol, et Gianni Meersman (Lotto-Belisol). Tom Boonen (Omega Pharma-Quick Step), 3e au départ de l'étape, termine 136e à 4 min 44 s et Geraint Thomas, 9e le matin même, 128e à 3 min 17 s. D'autres coureurs présents dans le groupe de tête la vieille ont lâché, n'étant plus que 13, se tenant en moins de 55 s, à pouvoir remporter ce Paris-Nice. Autre changement : Valverde, qui s'empare également du maillot vert, remonte à la 6e place du classement général grâce aux 10 s de bonification, à 20 s de Bradley Wiggins (Sky).
|    | Coureur            | Pays      | Équipe              |    | Temps           |
| -- | ------------------ | --------- | ------------------- | -- | --------------- |
| 1  | Alejandro Valverde | Espagne   | Movistar            | en | 4 h 36 min 19 s |
| 2  | Simon Gerrans      | Australie | GreenEDGE           | +  | m.t             |
| 3  | Gianni Meersman    | Belgique  | Lotto-Belisol       |    | m.t             |
| 4  | Luis León Sánchez  | Espagne   | Rabobank            |    | m.t             |
| 5  | Xavier Florencio   | Espagne   | Katusha             |    | m.t             |
| 6  | Eros Capecchi      | Italie    | Liquigas-Cannondale |    | m.t             |
| 7  | Maxime Monfort     | Belgique  | RadioShack-Nissan   |    | m.t             |
| 8  | Jonathan Hivert    | France    | Saur-Sojasun        |    | m.t             |
| 9  | Francesco Gavazzi  | Italie    | Lampre-ISD          |    | m.t             |
| 10 | Lieuwe Westra      | Pays-Bas  | Vacansoleil-DCM     |    | m.t             |

|    | Coureur            | Pays        | Équipe                  |    | Temps           |
| -- | ------------------ | ----------- | ----------------------- | -- | --------------- |
| 1  | Bradley Wiggins    | Royaume-Uni | Sky                     | en | 9 h 09 min 51 s |
| 2  | Levi Leipheimer    | États-Unis  | Omega Pharma-Quick Step | +  | 6 s             |
| 3  | Tejay van Garderen | États-Unis  | BMC Racing              |    | 11 s            |
| 4  | Sylvain Chavanel   | France      | Omega Pharma-Quick Step |    | 14 s            |
| 5  | Maxime Monfort     | Belgique    | RadioShack-Nissan       |    | 18 s            |
| 6  | Alejandro Valverde | Espagne     | Movistar                |    | 20 s            |
| 7  | Lieuwe Westra      | Pays-Bas    | Vacansoleil-DCM         |    | 22 s            |
| 8  | José Joaquín Rojas | Espagne     | Movistar                |    | 29 s            |
| 9  | Simon Špilak       | Slovénie    | Katusha                 |    | 33 s            |
| 10 | Robert Kišerlovski | Croatie     | Astana                  |    | 36 s            |

### 4eétape
Après des débuts plats, mis à part une courte descente après une grosse dizaine de kilomètres, les coureurs escaladent la côte de Fangas (7,7 km à 4,9 %), classée en 2e catégorie. Une fois le sommet (km 60) franchi, le parcours emprunte un peu de plat, puis deux ascensions non répertoriées. Au sommet de la deuxième se trouve la zone de ravitaillement (km 77,5), avant une longue descente. Ensuite, la route monte, via notamment la côte de Blanquie (3 km à 5,9 %) et la côte de Quotidiane (1,6 km 6,9 %), respectivement classées en 3e et 2e catégorie et dont les sommets sont aux km 100,5 et 108. S'ensuit une petite dizaine de kilomètres de plat, puis une assez longue descente et une trentaine de kilomètres légèrement vallonnés, en passant par le sprint intermédiaire (km 142). Les coureurs grimpent alors la côte d'Aubert le Crès (4,1 km à 2,8 %), une ascension de 3e catégorie dont le sommet est au km 163,5, puis passent par du plat et un final en montée, avec le sommet de la côte de Bourran (0,5 km à 7,9 %), classée en 3e catégorie, à 2 km de l'arrivée, jugée à Rodez, après 178 km de course depuis Brive-la-Gaillarde, à travers la Corrèze, le Lot, le Cantal et l'Aveyron.
Alors que quelques coureurs sont non-partants, Rémy Di Grégorio (Cofidis) attaque au km 1, en vain. D'autres coureurs vont tenter leur chance, sans plus de réussite. Au km 6, Jean-Christophe Péraud (AG2R La Mondiale) et Pierrick Fédrigo (FDJ-BigMat) s'échappent, rejoints rapidement par Leigh Howard (GreenEDGE) et Luis Ángel Maté (Cofidis), puis par Bart De Clercq (Lotto-Belisol). Le quintet peine dans un premier temps à creuser l'écart, puis parvient à prendre jusqu'à 5 min 20 s, au km 29.
La formation Rabobank prend alors les commandes du peloton, contrôlant l'écart autour de 3 min 30 s. Maté va alors passer en tête des 3 premières ascensions du jour, à chaque fois devant De Clerq. Péraud complète le podium les 2 premières fois, Howard la 3e. Peu après le sommet de la côte de Quotidiane, où l'écart avec le peloton est de 2 min 30 s, l'équipe Lampre-ISD vient participer à la poursuite. Les échappés n'ont plus que 1 min 55 s d'avance à 50 km de l'arrivée et 1 min 20 s au sprint intermédiaire, remporté par Howard devant De Clercq et Fédrigo. Maté va lâcher prise, puis être repris par le peloton à 24 km de l'arrivée. À 21 km du but, plusieurs coureurs, dont Blel Kadri (AG2R La Mondiale) et David Arroyo (Movistar), chutent, puis les hommes de tête sont revus 1 km plus loin.
Dans la côte d'Aubert le Crès, le peloton, mené par les Omega Pharma-Quick Step, se réduit à une soixantaine d'unités. Ivan Basso (Liquigas-Cannondale), Thor Hushovd (BMC Racing) et Tom Boonen (Omega Pharma-Quick Step), notamment, sont ainsi lâchés. À 1 km du sommet, Thomas De Gendt (Vacansoleil-DCM), le maillot à pois, s'extirpe du peloton et passe en tête au sommet, quelques secondes devant David Arroyo (Movistar) et son coéquipier Frederik Veuchelen. Il poursuit son effort, parvient à prendre 20 s d'avance, mais le peloton, mené par la formation Movistar, le reprend à 8 km de l'arrivée. Quelques hectomètres plus loin, Simon Gerrans (GreenEDGE) chute. Dans la côte de Bourran, Andreas Klöden (RadioShack-Nissan) attaque, mais est repris à 500 m de la ligne, tandis que la formation Lampre-ISD a pris les commandes du peloton sous la flamme rouge. Grega Bole (Lampre-ISD) va alors lancer le sprint, mais c'est Gianni Meersman (Lotto-Belisol) qui s'impose, en devançant le Slovène et Lieuwe Westra (Vacansoleil-DCM), qui remonte en prenant la 6e place du classement général grâce à ses 4 s de bonifications.
|    | Coureur            | Pays        | Équipe           |    | Temps           |
| -- | ------------------ | ----------- | ---------------- | -- | --------------- |
| 1  | Gianni Meersman    | Belgique    | Lotto-Belisol    | en | 4 h 21 min 01 s |
| 2  | Grega Bole         | Slovénie    | Lampre-ISD       | +  | m.t             |
| 3  | Lieuwe Westra      | Pays-Bas    | Vacansoleil-DCM  |    | m.t             |
| 4  | Xavier Florencio   | Espagne     | Katusha          |    | m.t             |
| 5  | Jonathan Hivert    | France      | Saur-Sojasun     |    | m.t             |
| 6  | Simon Geschke      | Allemagne   | Project 1t4i     |    | m.t             |
| 7  | Nicolas Roche      | Irlande     | AG2R La Mondiale |    | m.t             |
| 8  | Alejandro Valverde | Espagne     | Movistar         |    | m.t             |
| 9  | Francesco Gavazzi  | Italie      | Astana           |    | m.t             |
| 10 | Bradley Wiggins    | Royaume-Uni | Sky              |    | m.t             |

|    | Coureur            | Pays        | Équipe                  |    | Temps            |
| -- | ------------------ | ----------- | ----------------------- | -- | ---------------- |
| 1  | Bradley Wiggins    | Royaume-Uni | Sky                     | en | 13 h 30 min 52 s |
| 2  | Levi Leipheimer    | États-Unis  | Omega Pharma-Quick Step | +  | 6 s              |
| 3  | Tejay van Garderen | États-Unis  | BMC Racing              |    | 11 s             |
| 4  | Sylvain Chavanel   | France      | Omega Pharma-Quick Step |    | 14 s             |
| 5  | Maxime Monfort     | Belgique    | RadioShack-Nissan       |    | 18 s             |
| 6  | Lieuwe Westra      | Pays-Bas    | Vacansoleil-DCM         |    | 18 s             |
| 7  | Alejandro Valverde | Espagne     | Movistar                |    | 20 s             |
| 8  | José Joaquín Rojas | Espagne     | Movistar                |    | 29 s             |
| 9  | Simon Špilak       | Slovénie    | Katusha                 |    | 33 s             |
| 10 | Robert Kišerlovski | Croatie     | Astana                  |    | 36 s             |

### 5eétape

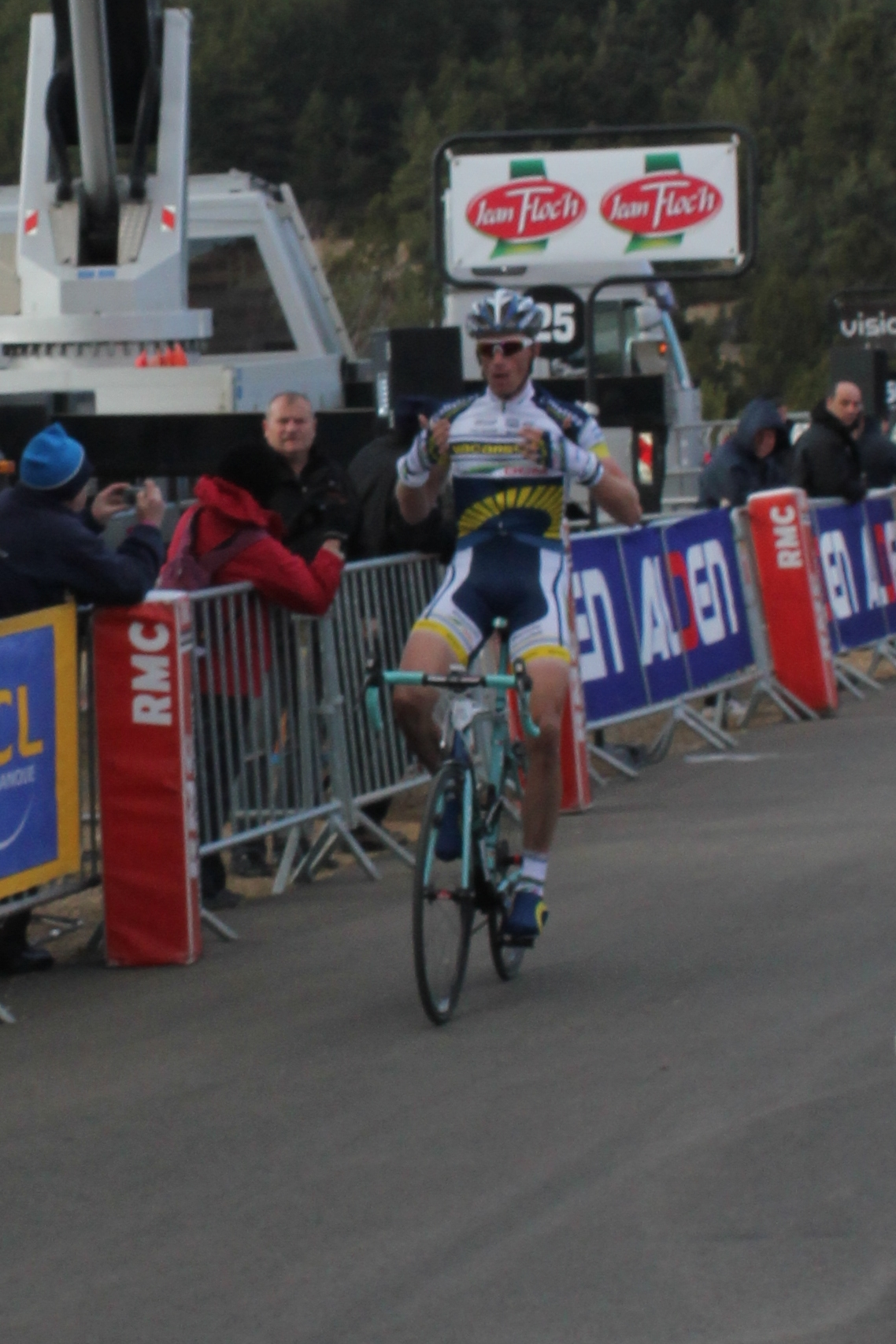
Lieuwe Westra à l'arrivée à Mende

Le début est plutôt vallonné, avec notamment le col d'Aujols (1,7 km à 5,4 %). Après le sommet (km 15,5), le parcours emprunte une brève descente, une grosse vingtaine de kilomètres de plat, une longue descente et (35 km de plat. Ensuite, il passe par la côte de la Malène (4,2 km à 7,9 %), classée en 1re catégorie et dont le sommet est placé au km 96, et 3 côtes, dont seule la dernière, la côte du Calya (1,9 km à 5 %), classée en 3e catégorie, est répertoriée. Après ce dernier sommet (km 111,5), une descente de (12,5 km et (16,5 km de plat sont programmés. S'ensuit la côte de l'Estrade (6,1 km à 8,1 %), une ascension de 1re catégorie dont le sommet est au km 146,5, une assez longue descente et du plat. Les coureurs enchainent alors la côte de Chabrits (1,9 km à 5,9 %), classée en 2e catégorie et avec un sommet situé au km 170,5, le sprint intermédiaire (km 175) et la montée de la Croix-Neuve (3 km à 10,1 %), à Mende. L'arrivée est jugée au sommet de cette ascension de 1re catégorie, après 178,5 km de course depuis Onet-le-Château, à travers l'Aveyron et la Lozère.
Au km 2, David Le Lay (Saur-Sojasun) s'échappe, suivi par Simon Clarke (GreenEDGE), puis par Frederik Veuchelen (Vacansoleil-DCM) et Yukiya Arashiro (Europcar). Tandis que Kevin Seeldraeyers (Astana) et Eduard Vorganov (Katusha) tentent de rejoindre, en vain, la tête de course, le quatuor parvient à prendre 6 min d'avance sur le peloton au sommet de le col d'Aujols, où Veucheulen passe devant Le Lay et Arashiro, puis jusqu'à 7 min, au km 41. L'équipe Sky va alors contrôler l'écart autour de 6 min 30 s. Dans la côte de la Malène, une bataille pour le maillot à pois a lieu. Veucheulen devance Le Lay et Arashiro, tandis le peloton, qui passe 6 min 5 s plus tard, est réglé par Thomas De Gendt (Vacansoleil-DCM), devant le maillot à pois Luis Ángel Maté (Cofidis) et Bart De Clercq (Lotto-Belisol).
Après la côte du Calya, où les hommes de tête passent dans le même ordre au sommet que lors des 2 premières ascensions, l'équipe Movistar enclenche la poursuite. À une cinquantaine de kilomètres de l'arrivée, Blel Kadri (AG2R La Mondiale) chute lourdement et abandonne, ainsi que son compatriote Sandy Casar (FDJ-BigMat). Peu après, la formation BMC Racing va participer à la poursuite. Dans la côte de l'Estrade, que les échappés abordent avec 2 min 20 s d'avance, Seeldrayers attaque, suivi de Laurens ten Dam (Rabobank). Au sommet, les hommes de tête, qui passent à nouveau dans le même ordre, possèdent 1 min 20 s sur Seeldrayers et ten Dam, et 1 min 40 s sur le peloton, qui est réglé par De Gendt et a perdu de nombreux coureurs, notamment Simon Gerrans (GreenEDGE). Peu avant le sommet de la côte de Chabris, le duo de poursuivant rejoint les hommes de tête. Le peloton est à quelques secondes, puis Veucheulen se détache pour aller prendre la 1re place au sommet. Tandis que ses compagnons sont repris, il poursuit son effort et parvient à maintenir un écart de quelques secondes. Il est finalement rejoint au pied de la montée finale.
Le rythme très soutenu imprimé par Rigoberto Urán puis Richie Porte (Sky) va écrémer le peloton. Sylvain Chavanel (Omega Pharma-Quick Step) est notamment lâché. Sous la flamme rouge, Arnold Jeannesson (FDJ-BigMat) attaque, mais le maillot jaune Bradley Wiggins (Sky) ramène le groupe, tandis que Tejay van Garderen (BMC Racing) et Maxime Monfort (RadioShack-Nissan) cèdent du terrain. Wiggins relance, mais Lieuwe Westra (Vacansoleil-DCM) accélère à 600 m de la ligne. Il prend rapidement du terrain et s'impose avec 6 s d'avance sur Alejandro Valverde (Movistar) et Wiggins. Au classement général, Bradley Wiggins conserve son maillot jaune, 6 s devant le vainqueur du jour et 10 s devant Levi Leipheimer (Omega Pharma-Quick Step). Parmi les classements annexes, un seul changement notable est à signaler, à savoir la prise de pouvoir de Veuchelen au classement du meilleur grimpeur.
|    | Coureur            | Pays        | Équipe                  |    | Temps           |
| -- | ------------------ | ----------- | ----------------------- | -- | --------------- |
| 1  | Lieuwe Westra      | Pays-Bas    | Vacansoleil-DCM         | en | 4 h 52 min 46 s |
| 2  | Alejandro Valverde | Espagne     | Movistar                | +  | 6 s             |
| 3  | Bradley Wiggins    | Royaume-Uni | Sky                     |    | 6 s             |
| 4  | Levi Leipheimer    | États-Unis  | Omega Pharma-Quick Step |    | 6 s             |
| 5  | Simon Špilak       | Slovénie    | Katusha                 |    | 6 s             |
| 6  | Damiano Cunego     | Italie      | Lampre-ISD              |    | 16 s            |
| 7  | Arnold Jeannesson  | France      | FDJ-BigMat              |    | 16 s            |
| 8  | Sylwester Szmyd    | Pologne     | Liquigas-Cannondale     |    | 24 s            |
| 9  | Rigoberto Urán     | Colombie    | Sky                     |    | 24 s            |
| 10 | Thomas Voeckler    | France      | Europcar                |    | 30 s            |

|    | Coureur            | Pays        | Équipe                  |    | Temps            |
| -- | ------------------ | ----------- | ----------------------- | -- | ---------------- |
| 1  | Bradley Wiggins    | Royaume-Uni | Sky                     | en | 18 h 23 min 40 s |
| 2  | Lieuwe Westra      | Pays-Bas    | Vacansoleil-DCM         | +  | 6 s              |
| 3  | Levi Leipheimer    | États-Unis  | Omega Pharma-Quick Step |    | 10 s             |
| 4  | Alejandro Valverde | Espagne     | Movistar                |    | 18 s             |
| 5  | Simon Špilak       | Slovénie    | Katusha                 |    | 37 s             |
| 6  | Tejay van Garderen | États-Unis  | BMC Racing              |    | 39 s             |
| 7  | Maxime Monfort     | Belgique    | RadioShack-Nissan       |    | 46 s             |
| 8  | Arnold Jeannesson  | France      | FDJ-BigMat              |    | 1 min 06 s       |
| 9  | Sylvain Chavanel   | France      | Omega Pharma-Quick Step |    | 1 min 16 s       |
| 10 | Robert Kišerlovski | Croatie     | Astana                  |    | 1 min 21 s       |

### 6eétape
Le début d'étape est légèrement vallonné, avec notamment la côte de Buisson (1,9 km à 4,5 %), classée en 3e catégorie et dont le sommet est au km 15,5. Après la côte du Pas du Ventoux (5,1 km à 5,6 %), une ascension de 2e catégorie dont le sommet est au km 40,5, et la descente qui va avec, la route monte pendant une quarantaine de kilomètres, passant entre autres par la côte d'Aurel (4,3 km à 4,3 %), classée en 3e catégorie et au sommet placé au km 66,5. Puis, le parcours emprunte une longue descente, un peu de plat, la côte de Mourres (2,8 km à 4,8 %), une montée de 3e catégorie au sommet situé au km 120,5, (20 km globalement plats et une descente de (16 km. Les coureurs sont alors à l'entrée du circuit final, (3 km avant le sprint intermédiaire, situé sur la ligne d'arrivée. La boucle finale est légèrement vallonnée, passant notamment par la côte des Marquises (1,3 km à 6,8 %), classée en 3e catégorie et dont le sommet est situé au km 166. L'arrivée est jugée à Sisteron, après 178,5 km de course depuis Suze-la-Rousse, à travers la Drôme, le Vaucluse et les Alpes-de-Haute-Provence.
Les premiers kilomètres sont très rapides, ce qui provoque l'explosion du peloton. Après 5 km de course, on retrouve 26 coureurs dans le groupe de tête, dont Bradley Wiggins (Sky), Lieuwe Westra (Vacansoleil-DCM) et Levi Leipheimer (Omega Pharma-Quick Step), les trois premiers du classement général, ainsi que le maillot blanc Tejay van Garderen (BMC Racing), 6e au départ de l'étape. Les six autres membres du Top 10 sont absents de ce groupe. Frederik Veuchelen (Vacansoleil-DCM) est en revanche présent, et en profite pour passer en tête au sommet de la côte de Buisson. Tandis que le peloton va se reformer derrière les hommes de tête, l'écart entre le groupe maillot jaune, mené par les Sky, et le peloton, mené par les Movistar, va monter jusqu'à 1 min. Au km 36, Jens Voigt (RadioShack-Nissan) et Veuchelen s'echappent, alors que le peloton refait son retard sur le groupe maillot jaune et que la jonction s'opère peu avant le sommet de la côte du Pas du Ventoux. Simon Geschke (Project 1t4i) rejoint le duo de tête dans la descente, puis Mikaël Cherel (AG2R La Mondiale), Luis León Sánchez (Rabobank), déjà intercalé dans la côte du Pas du Ventoux en compagnie Michael Albasini (GreenEDGE), et Anthony Geslin (FDJ-BigMat) font de même au km 52, imités peu après par Daniel Navarro (Saxo Bank). Les 7 hommes de tête creusent rapidement l'écart, ayant 4 min 15 s au sommet de la côte d’Aurel, où Veuchelen passe en tête, en devançant Voigt et Cherel.
Puis, l'équipe Sky stabilise l'écart autour de 4 min. Tandis ce temps-là, Bauke Mollema (Rabobank) et Ivan Basso (Liquigas-Cannondale) abandonnent, et Veuchelen passe en tête de la côte de Mourres devant Geschke et Voigt. Les Cofidis se joignent aux Sky pour assurer la poursuite, et l'écart se réduit à 2 min 25 s. Les Liquigas-Cannondale tentent une bordure en vain. Plusieurs équipes assument la poursuite, et l'écart a chuté à 1 min 10 s au moment d'aborder le circuit final.
La formation Omega Pharma-Quick Step va alors prendre les commandes du peloton. Dans la côte des Marquise, Sánchez fait exploser l'échappée. Son attaque fait d'abord craquer Veuchelen, puis au sommet il n'est plus accompagné que par Voigt et Chérel. Ce dernier est lâché à 9 km de l'arrivée, puis est repris par Geslin, Geschke et Navarro, tandis que Veuchelen est repris et lâché par le peloton. Le duo de tête parvient à maintenir une avance d'1 min 5 s, une marge suffisante pour se disputer la victoire d'étape. A 300 m de la ligne, Voigt lance le sprint, mais Sanchez s'impose de peu. Heinrich Haussler (Garmin-Barracuda) règle le sprint du peloton, qui a repris le quatuor de poursuivant dans le dernier kilomètre, à 14 s. Aucun changement significatif au classement général est à signaler.
|    | Coureur            | Pays      | Équipe              |    | Temps           |
| -- | ------------------ | --------- | ------------------- | -- | --------------- |
| 1  | Luis León Sánchez  | Espagne   | Rabobank            | en | 4 h 07 min 58 s |
| 2  | Jens Voigt         | Allemagne | RadioShack-Nissan   | +  | 0 s             |
| 3  | Heinrich Haussler  | Australie | Garmin-Barracuda    |    | 14 s            |
| 4  | Elia Viviani       | Italie    | Liquigas-Cannondale |    | 14 s            |
| 5  | Grega Bole         | Slovénie  | Lampre-ISD          |    | 14 s            |
| 6  | Alexander Kristoff | Norvège   | Katusha             |    | 14 s            |
| 7  | Samuel Dumoulin    | France    | Cofidis             |    | 14 s            |
| 8  | Romain Feillu      | France    | Vacansoleil-DCM     |    | 14 s            |
| 9  | Koen de Kort       | Pays-Bas  | Project 1t4i        |    | 14 s            |
| 10 | Jacopo Guarnieri   | Italie    | Astana              |    | 14 s            |

|    | Coureur            | Pays        | Équipe                  |    | Temps            |
| -- | ------------------ | ----------- | ----------------------- | -- | ---------------- |
| 1  | Bradley Wiggins    | Royaume-Uni | Sky                     | en | 18 h 23 min 40 s |
| 2  | Lieuwe Westra      | Pays-Bas    | Vacansoleil-DCM         | +  | 6 s              |
| 3  | Levi Leipheimer    | États-Unis  | Omega Pharma-Quick Step |    | 10 s             |
| 4  | Alejandro Valverde | Espagne     | Movistar                |    | 18 s             |
| 5  | Simon Špilak       | Slovénie    | Katusha                 |    | 37 s             |
| 6  | Tejay van Garderen | États-Unis  | BMC Racing              |    | 39 s             |
| 7  | Maxime Monfort     | Belgique    | RadioShack-Nissan       |    | 46 s             |
| 8  | Arnold Jeannesson  | France      | FDJ-BigMat              |    | 1 min 06 s       |
| 9  | Sylvain Chavanel   | France      | Omega Pharma-Quick Step |    | 1 min 16 s       |
| 10 | Robert Kišerlovski | Croatie     | Astana                  |    | 1 min 21 s       |

### 7eétape
Après 40 km plutôt plats, la route emprunte de longs faux plats montants, avant d'enchaîner deux cols de 2e catégorie, le col des Lèques (6,6 km à 5 %) et le col de Luens (6,9 km à 4,7 %), dont les sommets respectifs sont aux km 73,5 et 91. Puis, le parcours descend brièvement et monte, cette montée s'achevant par la côte de Peyroules (1,1 km à 6,1 %), classée en 3e catégorie. Une fois le sommet (km 99) franchit, les coureurs passent par une vingtaine de kilomètres de plat, une longue descente et une montée non-répertoriée vers le sprint intermédiaire (km 150). Après un peu de plat, le col de Vence (9,7 km à 6,6 %), classé en 1re catégorie, est programmé. Le sommet (km 165) passé, s'ensuit une très courte descente, une assez courte ascension non-répertoriée, une très longue descente et du plat. L'arrivée est jugée à Nice, après 219,5 km de course depuis Sisteron, à travers les Alpes-de-Haute-Provence et les Alpes-Maritimes.
|    | Coureur            | Pays             | Équipe          |    | Temps           |
| -- | ------------------ | ---------------- | --------------- | -- | --------------- |
| 1  | Thomas De Gendt    | Belgique         | Vacansoleil-DCM | en | 5 h 11 min 48 s |
| 2  | Rein Taaramäe      | Estonie          | Cofidis         | +  | 6 min 18 s      |
| 3  | John Degenkolb     | Allemagne        | Project 1t4i    |    | 9 min 24 s      |
| 4  | Gregory Henderson  | Nouvelle-Zélande | Lotto-Belisol   |    | 9 min 24 s      |
| 5  | Thor Hushovd       | Norvège          | BMC Racing      |    | 9 min 24 s      |
| 6  | José Joaquín Rojas | Espagne          | Movistar        |    | 9 min 24 s      |
| 7  | Romain Feillu      | France           | Vacansoleil-DCM |    | 9 min 24 s      |
| 8  | Simon Clarke       | Australie        | GreenEDGE       |    | 9 min 24 s      |
| 9  | Xavier Florencio   | Espagne          | Katusha         |    | 9 min 24 s      |
| 10 | Grega Bole         | Slovénie         | Lampre-ISD      |    | 9 min 24 s      |

|    | Coureur            | Pays        | Équipe                  |    | Temps            |
| -- | ------------------ | ----------- | ----------------------- | -- | ---------------- |
| 1  | Bradley Wiggins    | Royaume-Uni | Sky                     | en | 27 h 53 min 04 s |
| 2  | Lieuwe Westra      | Pays-Bas    | Vacansoleil-DCM         | +  | 6 s              |
| 3  | Alejandro Valverde | Espagne     | Movistar                |    | 18 s             |
| 4  | Simon Špilak       | Slovénie    | Katusha                 |    | 37 s             |
| 5  | Tejay van Garderen | États-Unis  | BMC Racing              |    | 39 s             |
| 6  | Maxime Monfort     | Belgique    | RadioShack-Nissan       |    | 46 s             |
| 7  | Arnold Jeannesson  | France      | FDJ-BigMat              |    | 1 min 06 s       |
| 8  | Sylvain Chavanel   | France      | Omega Pharma-Quick Step |    | 1 min 16 s       |
| 9  | Robert Kišerlovski | Croatie     | Astana                  |    | 1 min 21 s       |
| 10 | Ángel Vicioso      | Espagne     | Katusha                 |    | 2 min 24 s       |

### 8eétape

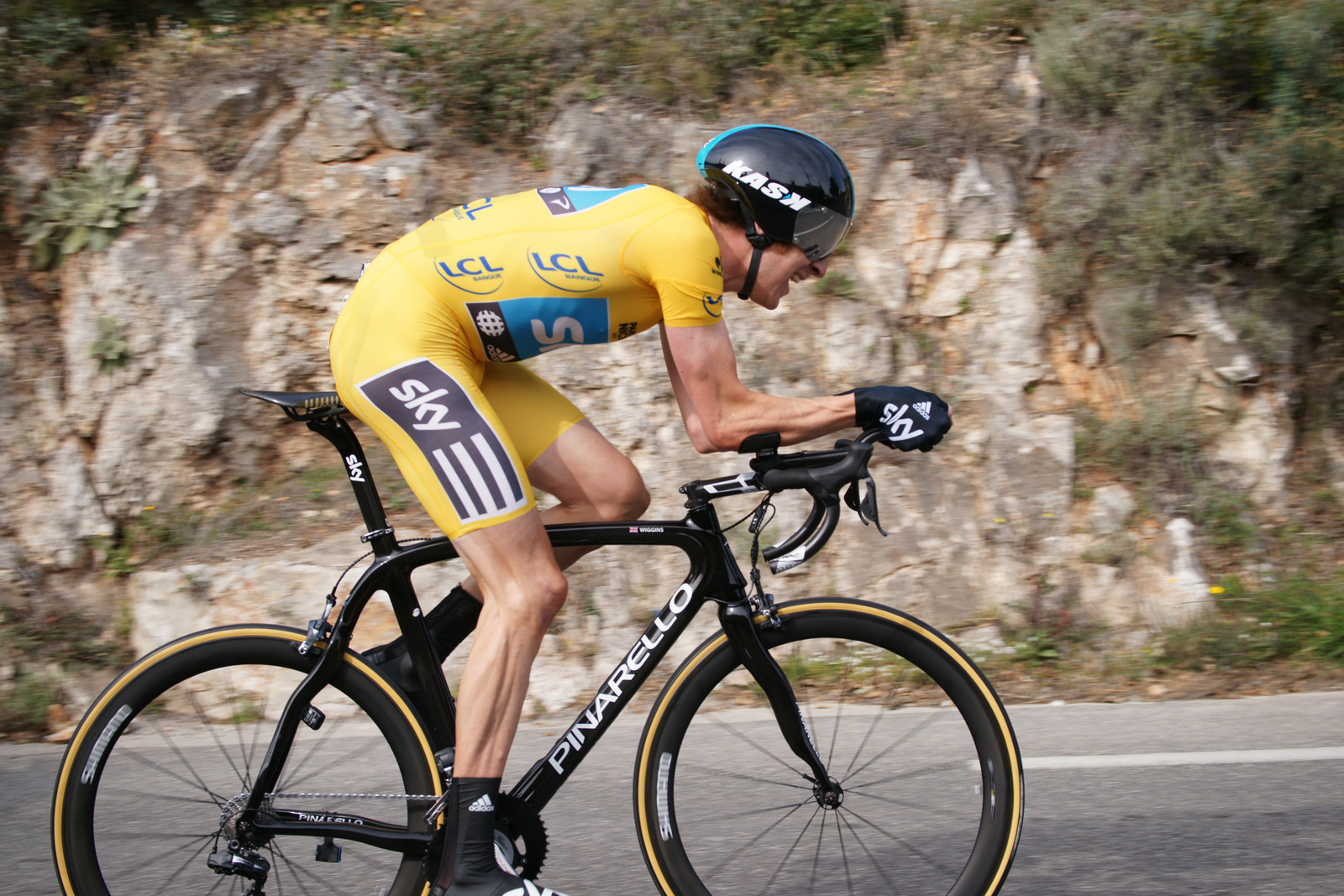
Bradley Wiggins dans le col d'Èze

Pour la dernière étape de cette Course au soleil, les coureurs partent de Nice pour un chrono en côte sur les pentes du col d'Èze (9,6 km à 4,7 %), classé en 1re catégorie.
Bradley Wiggins (Sky) devance sur ce chrono en côte Lieuwe Westra (Vacansoleil-DCM), en tête au chrono intermédiaire, et Jean-Christophe Péraud (AG2R La Mondiale), qui a passé une bonne partie de la journée en tête. Wiggins remporte donc ce Paris-Nice, avec 8 s d'avance sur Westra et 1 min 10 s sur Alejandro Valverde (Movistar), qui perd le maillot vert au profit de Wiggins. Tejay van Garderen (BMC Racing), 5e du classement général à 1 min 54 s, est sacré meilleur jeune de l'épreuve, tandis que l'équipe Vacansoleil-DCM glane deux classements annexes, à savoir le maillot à pois, grâce à Frederik Veuchelen, et le classement par équipe.
|    | Coureur                | Pays        | Équipe            |    | Temps       |
| -- | ---------------------- | ----------- | ----------------- | -- | ----------- |
| 1  | Bradley Wiggins        | Royaume-Uni | Sky               | en | 19 min 12 s |
| 2  | Lieuwe Westra          | Pays-Bas    | Vacansoleil-DCM   | +  | 2 s         |
| 3  | Jean-Christophe Péraud | France      | AG2R La Mondiale  |    | 33 s        |
| 4  | Simon Špilak           | Slovénie    | Katusha           |    | 47 s        |
| 5  | Jérôme Coppel          | France      | Saur-Sojasun      |    | 51 s        |
| 6  | Alejandro Valverde     | Espagne     | Movistar          |    | 52 s        |
| 7  | Andreas Klöden         | Allemagne   | RadioShack-Nissan |    | 58 s        |
| 8  | David Moncoutié        | France      | Cofidis           |    | 59 s        |
| 9  | Damiano Cunego         | Italie      | Lampre-ISD        |    | 59 s        |
| 10 | Rigoberto Urán         | Colombie    | Sky               |    | 1 min 06 s  |

|    | Coureur            | Pays        | Équipe                  |    | Temps            |
| -- | ------------------ | ----------- | ----------------------- | -- | ---------------- |
| 1  | Bradley Wiggins    | Royaume-Uni | Sky                     | en | 28 h 12 min 16 s |
| 2  | Lieuwe Westra      | Pays-Bas    | Vacansoleil-DCM         | +  | 8 s              |
| 3  | Alejandro Valverde | Espagne     | Movistar                |    | 1 min 10 s       |
| 4  | Simon Špilak       | Slovénie    | Katusha                 |    | 1 min 24 s       |
| 5  | Tejay van Garderen | États-Unis  | BMC Racing              |    | 1 min 54 s       |
| 6  | Arnold Jeannesson  | France      | FDJ-BigMat              |    | 2 min 13 s       |
| 7  | Maxime Monfort     | Belgique    | RadioShack-Nissan       |    | 2 min 21 s       |
| 8  | Sylvain Chavanel   | France      | Omega Pharma-Quick Step |    | 2 min 42 s       |
| 9  | Robert Kišerlovski | Croatie     | Astana                  |    | 3 min 30 s       |
| 10 | Ángel Vicioso      | Espagne     | Katusha                 |    | 3 min 59 s       |

## Classements finals

### Classement général
|    | Cycliste           | Pays        | Équipe                  |    | Temps            |
| -- | ------------------ | ----------- | ----------------------- | -- | ---------------- |
| 1  | Bradley Wiggins    | Royaume-Uni | Sky                     | en | 28 h 12 min 16 s |
| 2  | Lieuwe Westra      | Pays-Bas    | Vacansoleil-DCM         | +  | 8 s              |
| 3  | Alejandro Valverde | Espagne     | Movistar                |    | 1 min 10 s       |
| 4  | Simon Špilak       | Slovénie    | Katusha                 |    | 1 min 24 s       |
| 5  | Tejay van Garderen | États-Unis  | BMC Racing              |    | 1 min 54 s       |
| 6  | Arnold Jeannesson  | France      | FDJ-BigMat              |    | 2 min 13 s       |
| 7  | Maxime Monfort     | Belgique    | RadioShack-Nissan       |    | 2 min 21 s       |
| 8  | Sylvain Chavanel   | France      | Omega Pharma-Quick Step |    | 2 min 42 s       |
| 9  | Robert Kišerlovski | Croatie     | Astana                  |    | 3 min 30 s       |
| 10 | Ángel Vicioso      | Espagne     | Katusha                 |    | 3 min 59 s       |

### Classements annexes
|   | Cycliste           | Pays        | Équipe          | Points |
| - | ------------------ | ----------- | --------------- | ------ |
| 1 | Bradley Wiggins    | Royaume-Uni | Sky             | 92     |
| 2 | Alejandro Valverde | Espagne     | Movistar        | 89     |
| 3 | Lieuwe Westra      | Pays-Bas    | Vacansoleil-DCM | 85     |

|   | Cycliste           | Pays     | Équipe          | Points |
| - | ------------------ | -------- | --------------- | ------ |
| 1 | Frederik Veuchelen | Belgique | Vacansoleil-DCM | 64     |
| 2 | Thomas De Gendt    | Belgique | Vacansoleil-DCM | 42     |
| 3 | Luis Ángel Maté    | Espagne  | Cofidis         | 28     |

|   | Cycliste           | Pays       | Équipe            |    | Temps            |
| - | ------------------ | ---------- | ----------------- | -- | ---------------- |
| 1 | Tejay van Garderen | États-Unis | BMC Racing        | en | 28 h 14 min 10 s |
| 2 | Rigoberto Urán     | Colombie   | Sky               | +  | 2 min 46 s       |
| 3 | Romain Sicard      | France     | Euskaltel-Euskadi |    | 7 min 55 s       |

|   | Équipe          | Pays        |    | Temps            |
| - | --------------- | ----------- | -- | ---------------- |
| 1 | Vacansoleil-DCM | Pays-Bas    | en | 84 h 39 min 30 s |
| 2 | Sky             | Royaume-Uni | +  | 4 min 45 s       |
| 3 | Movistar        | Espagne     |    | 7 min 28 s       |

### UCI World Tour
Ce Paris-Nice attribue des points pour l'UCI World Tour 2012, seulement aux coureurs des équipes ayant un label ProTeam.
| Position           | 1er | 2e | 3e | 4e | 5e | 6e | 7e | 8e | 9e | 10e |
| Classement général | 100 | 80 | 70 | 60 | 50 | 40 | 30 | 20 | 10 | 4   |
| Par étape          | 6   | 4  | 2  | 1  | 1  |    |    |    |    |     |

| #  | Coureur            | Équipe                  | Points |
| -- | ------------------ | ----------------------- | ------ |
| 1  | Bradley Wiggins    | Sky                     | 112    |
| 2  | Lieuwe Westra      | Vacansoleil-DCM         | 92     |
| 3  | Alejandro Valverde | Movistar                | 80     |
| 4  | Simon Špilak       | Katusha                 | 62     |
| 5  | Tejay van Garderen | BMC Racing              | 51     |
| 6  | Arnold Jeannesson  | FDJ-BigMat              | 40     |
| 7  | Maxime Monfort     | RadioShack-Nissan       | 30     |
| 8  | Sylvain Chavanel   | Omega Pharma-Quick Step | 20     |
| 9  | Robert Kišerlovski | Astana                  | 10     |
| 10 | Gianni Meersman    | Lotto-Belisol           | 8      |

| Suite du classement (11-28) | Suite du classement (11-28) | Suite du classement (11-28) | Suite du classement (11-28) |
| --------------------------- | --------------------------- | --------------------------- | --------------------------- |
| 11                          | Thomas De Gendt             | Vacansoleil-DCM             | 7                           |
| 11                          | Luis León Sánchez           | Rabobank                    | 7                           |
| 13                          | Tom Boonen                  | Omega Pharma-Quick Step     | 6                           |
| 13                          | Gustav Larsson              | Vacansoleil-DCM             | 6                           |
| 15                          | Grega Bole                  | Lampre-ISD                  | 5                           |
| 16                          | Simon Gerrans               | GreenEDGE                   | 4                           |
| 16                          | José Joaquín Rojas          | Movistar                    | 4                           |
| 16                          | Ángel Vicioso               | Katusha                     | 4                           |
| 16                          | Jens Voigt                  | RadioShack-Nissan           | 4                           |
| 20                          | Levi Leipheimer             | Omega Pharma-Quick Step     | 3                           |
| 21                          | Xavier Florencio            | Katusha                     | 2                           |
| 21                          | Heinrich Haussler           | Garmin-Barracuda            | 2                           |
| 21                          | Jean-Christophe Péraud      | AG2R La Mondiale            | 2                           |
| 24                          | Francesco Gavazzi           | Astana                      | 1                           |
| 24                          | Gregory Henderson           | Lotto-Belisol               | 1                           |
| 24                          | Thor Hushovd                | BMC Racing                  | 1                           |
| 24                          | Sep Vanmarcke               | Garmin-Barracuda            | 1                           |
| 24                          | Elia Viviani                | Liquigas-Cannondale         | 1                           |

## Évolution des classements
Le classement général, dont le leader porte le maillot jaune, s'établit en additionnant les temps réalisés à chaque étape, puis en ôtant d'éventuelles bonifications (10, 6 et 4 s à l'arrivée des 6 étapes en ligne et 3, 2 et 1 s à chaque sprint intermédiaire).
Le classement par points, dont le leader porte le maillot vert, est l'addition des points attribués à l'arrivée des étapes (25, 22, 20, 18, 16 points, puis en ôtant 1 pt par place perdue jusqu'au 20e, qui reçoit donc 1 pt) et aux sprints intermédiaires (3, 2 et 1 points). En cas d'égalité de points, les critères de départage, dans l'ordre, sont : nombre de victoires d'étape, de sprints intermédiaires, classement général.
Le classement du meilleur grimpeur, dont le leader porte le maillot à pois, consiste en l'addition des points obtenus au sommet des ascensions de 1re (10, 8, 6, 4, 3, 2 et 1 pts), 2e (7, 5, 3, 2 et 1 pts) et 3e (4, 2 et 1 pts) catégorie. En cas d'égalité de points, les critères de départage, dans l'ordre, sont : nombre de premières places dans les ascensions de 1re, puis de 2e, enfin de 3e catégorie, classement général.
Le classement du meilleur jeune, dont le leader porte le maillot blanc, est le classement général des coureurs nés depuis le 1er janvier 1987.
Le classement par équipes de l'étape est l'addition des trois meilleurs temps individuels de chaque équipe. En cas d'égalité, les critères de départage, dans l'ordre, sont : addition des places des 3 premiers coureurs des équipes concernées, place du meilleur coureur sur l'étape. Calculer le classement par équipes revient à additionner les classements par équipes de chaque étape. En cas d'égalité, les critères de départage, dans l'ordre, sont : nombre de premières places dans le classement par équipes du jour, nombre de deuxièmes places dans le classement par équipes du jour, etc., place au classement général du meilleur coureur des équipes concernées.
| Étape              | Vainqueur          | Classement général | Classement par points | Classement de la montagne | Classement du meilleur jeune | Classement par équipes  |
| ------------------ | ------------------ | ------------------ | --------------------- | ------------------------- | ---------------------------- | ----------------------- |
| 1                  | Gustav Larsson     | Gustav Larsson     | Gustav Larsson        | Thomas De Gendt           | Tejay van Garderen           | Omega Pharma-Quick Step |
| 2                  | Tom Boonen         | Bradley Wiggins    | Tom Boonen            | Thomas De Gendt           | Tejay van Garderen           | Omega Pharma-Quick Step |
| 3                  | Alejandro Valverde | Bradley Wiggins    | Alejandro Valverde    | Thomas De Gendt           | Tejay van Garderen           | Omega Pharma-Quick Step |
| 4                  | Gianni Meersman    | Bradley Wiggins    | Alejandro Valverde    | Luis Ángel Maté           | Tejay van Garderen           | Omega Pharma-Quick Step |
| 5                  | Lieuwe Westra      | Bradley Wiggins    | Alejandro Valverde    | Frederik Veuchelen        | Tejay van Garderen           | Omega Pharma-Quick Step |
| 6                  | Luis León Sánchez  | Bradley Wiggins    | Alejandro Valverde    | Frederik Veuchelen        | Tejay van Garderen           | Omega Pharma-Quick Step |
| 7                  | Thomas De Gendt    | Bradley Wiggins    | Alejandro Valverde    | Frederik Veuchelen        | Tejay van Garderen           | Vacansoleil-DCM         |
| 8                  | Bradley Wiggins    | Bradley Wiggins    | Bradley Wiggins       | Frederik Veuchelen        | Tejay van Garderen           | Vacansoleil-DCM         |
| Classements finals | Classements finals | Bradley Wiggins    | Bradley Wiggins       | Frederik Veuchelen        | Tejay van Garderen           | Vacansoleil-DCM         |

## Liste des participants
- Liste de départ complète

| Légende | Légende                                                                                                  | Légende | Légende                                                                                         |
| ------- | --- | ------- | ----------------------------------------------------------------------------------------------- |
| Num     | Dossard de départ porté par le coureur sur ce Paris-Nice                                                 | Pos     | Position finale au classement général                                                           |
|         | Indique le vainqueur du classement général                                                               |         | Indique le vainqueur du classement de la montagne                                               |
|         | Indique le vainqueur du classement par points                                                            |         | Indique le vainqueur du classement du meilleur jeune                                            |
| #       | Indique la meilleure équipe                                                                              |         |                                                                                                 |
| NP      | Indique un coureur qui n'a pas pris le départ d'une étape, suivi du numéro de l'étape où il s'est retiré | AB      | Indique un coureur qui n'a pas terminé une étape, suivi du numéro de l'étape où il s'est retiré |
| HD      | Indique un coureur qui a terminé une étape hors des délais, suivi du numéro de l'étape                   | *       | Indique un coureur en lice pour le maillot blanc (coureurs nés après le 1er janvier 1987)       |

| Omega Pharma-Quick Step OPQ | Omega Pharma-Quick Step OPQ                               | Omega Pharma-Quick Step OPQ |
| --------------------------- | --------------------------------------------------------- | --------------------------- |
| Num                         | Coureur                                                   | Pos                         |
| 1                           | Tony Martin (GER) → Champion du monde du contre-la-montre | 62e                         |
| 2                           | Tom Boonen (BEL)                                          | 92e                         |
| 3                           | Sylvain Chavanel (FRA) → Champion de France               | 8e                          |
| 4                           | Kevin De Weert (BEL)                                      | 76e                         |
| 5                           | Dries Devenyns (BEL)                                      | AB-7                        |
| 6                           | Levi Leipheimer (USA)                                     | 35e                         |
| 7                           | Nikolas Maes (BEL)                                        | 115e                        |
| 8                           | Stijn Vandenbergh (BEL)                                   | 84e                         |

| RadioShack-Nissan RNT | RadioShack-Nissan RNT                        | RadioShack-Nissan RNT |
| --------------------- | -------------------------------------------- | --------------------- |
| Num                   | Coureur                                      | Pos                   |
| 11                    | Andy Schleck (LUX)                           | NP-3                  |
| 12                    | Jan Bakelants (BEL)                          | NP-4                  |
| 13                    | Markel Irizar (ESP)                          | 59e                   |
| 14                    | Andreas Klöden (GER)                         | 18e                   |
| 15                    | Maxime Monfort (BEL)                         | 7e                    |
| 16                    | Joost Posthuma (NED)                         | NP-4                  |
| 17                    | Fränk Schleck (LUX) → Champion du Luxembourg | 24e                   |
| 18                    | Jens Voigt (GER)                             | 22e                   |

| Sky SKY | Sky SKY                                                                 | Sky SKY |
| ------- | ----------------------------------------------------------------------- | ------- |
| Num     | Coureur                                                                 | Pos     |
| 21      | Bradley Wiggins (GBR) → Champion de Grande-Bretagne                     | 1er     |
| 22      | Christian Knees (GER)                                                   | AB-7    |
| 23      | Danny Pate (USA)                                                        | 131e    |
| 24      | Richie Porte (AUS)                                                      | 68e     |
| 25      | Kanstantsin Siutsou (BLR) → Champion de Biélorussie du contre-la-montre | 81e     |
| 26      | Geraint Thomas (GBR)                                                    | NP-8    |
| 27      | Rigoberto Urán (COL)*                                                   | 12e     |
| 28      | Xabier Zandio (ESP)                                                     | 99e     |

| Movistar MOV | Movistar MOV                                  | Movistar MOV |
| ------------ | --------------------------------------------- | ------------ |
| Num          | Coureur                                       | Pos          |
| 31           | Alejandro Valverde (ESP)                      | 3e           |
| 32           | David Arroyo (ESP)                            | 70e          |
| 33           | Imanol Erviti (ESP)                           | 85e          |
| 34           | José Iván Gutiérrez (ESP)                     | 83e          |
| 35           | Vasil Kiryienka (BLR)                         | 86e          |
| 36           | David López García (ESP)                      | 60e          |
| 37           | Javier Moreno (ESP)                           | 31e          |
| 38           | José Joaquín Rojas (ESP) → Champion d'Espagne | 16e          |

| GreenEDGE GEC | GreenEDGE GEC                              | GreenEDGE GEC |
| ------------- | ------------------------------------------ | ------------- |
| Num           | Coureur                                    | Pos           |
| 41            | Simon Gerrans (AUS) → Champion d'Australie | 75e           |
| 42            | Michael Albasini (SUI)                     | 37e           |
| 43            | Simon Clarke (AUS)                         | 77e           |
| 44            | Leigh Howard (AUS)*                        | NP-7          |
| 45            | Jens Keukeleire (BEL)*                     | 101e          |
| 46            | Aidis Kruopis (LTU)                        | NP-3          |
| 47            | Wesley Sulzberger (AUS)                    | 82e           |
| 48            | Matthew Wilson (AUS)                       | NP-8          |

| Cofidis COF | Cofidis COF                                                   | Cofidis COF |
| ----------- | ------------------------------------------------------------- | ----------- |
| Num         | Coureur                                                       | Pos         |
| 51          | Rein Taaramäe (EST)* → Champion d'Estonie du contre-la-montre | 87e         |
| 52          | Mickaël Buffaz (FRA)                                          | 123e        |
| 53          | Rémy Di Grégorio (FRA)                                        | NP-7        |
| 54          | Samuel Dumoulin (FRA)                                         | 94e         |
| 55          | Jan Ghyselinck (BEL)*                                         | 125e        |
| 56          | Luis Ángel Maté (ESP)                                         | 103e        |
| 57          | David Moncoutié (FRA)                                         | 97e         |
| 58          | Tristan Valentin (FRA)                                        | 100e        |

| Euskaltel-Euskadi EUS | Euskaltel-Euskadi EUS        | Euskaltel-Euskadi EUS |
| --------------------- | ---------------------------- | --------------------- |
| Num                   | Coureur                      | Pos                   |
| 61                    | Igor Antón (ESP)             | 50e                   |
| 62                    | Mikel Astarloza (ESP)        | 42e                   |
| 63                    | Peio Bilbao (ESP)*           | AB-7                  |
| 64                    | Pierre Cazaux (FRA)          | 126e                  |
| 65                    | Ricardo García Ambroa (ESP)* | 108e                  |
| 66                    | Gorka Izagirre (ESP)*        | 72e                   |
| 67                    | Adrián Sáez (ESP)            | 129e                  |
| 68                    | Romain Sicard (FRA)*         | 39e                   |

| AG2R La Mondiale ALM | AG2R La Mondiale ALM         | AG2R La Mondiale ALM |
| -------------------- | ---------------------------- | -------------------- |
| Num                  | Coureur                      | Pos                  |
| 71                   | Jean-Christophe Péraud (FRA) | 90e                  |
| 72                   | Maxime Bouet (FRA)           | 14e                  |
| 73                   | Mikaël Cherel (FRA)          | 38e                  |
| 74                   | Hubert Dupont (FRA)          | 61e                  |
| 75                   | Blel Kadri (FRA)             | AB-5                 |
| 76                   | Sébastien Minard (FRA)       | 53e                  |
| 77                   | Anthony Ravard (FRA)         | 98e                  |
| 78                   | Nicolas Roche (IRL)          | 20e                  |

| Astana AST | Astana AST                                                       | Astana AST |
| ---------- | ---------------------------------------------------------------- | ---------- |
| Num        | Coureur                                                          | Pos        |
| 81         | Janez Brajkovič (SLO) → Champion de Slovénie du contre-la-montre | 56e        |
| 82         | Dmitriy Fofonov (KAZ)                                            | NP-6       |
| 83         | Francesco Gavazzi (ITA)                                          | 27e        |
| 84         | Jacopo Guarnieri (ITA)*                                          | HD-8       |
| 85         | Andrey Kashechkin (KAZ)                                          | 133e       |
| 86         | Robert Kišerlovski (CRO)                                         | 9e         |
| 87         | Evgueni Petrov (RUS)                                             | 21e        |
| 88         | Kevin Seeldraeyers (BEL)                                         | 65e        |

| Rabobank RAB | Rabobank RAB                                                     | Rabobank RAB |
| ------------ | ---------------------------------------------------------------- | ------------ |
| Num          | Coureur                                                          | Pos          |
| 91           | Luis León Sánchez (ESP) → Champion d'Espagne du contre-la-montre | 17e          |
| 92           | Carlos Barredo (ESP)                                             | 63e          |
| 93           | Bauke Mollema (NED)                                              | AB-6         |
| 94           | Grischa Niermann (GER)                                           | 117e         |
| 95           | Mark Renshaw (AUS)                                               | 111e         |
| 96           | Laurens ten Dam (NED)                                            | 43e          |
| 97           | Dennis van Winden (NED)*                                         | 132e         |
| 98           | Maarten Wynants (BEL)                                            | NP-8         |

| Vacansoleil-DCM # VCD | Vacansoleil-DCM # VCD                                        | Vacansoleil-DCM # VCD |
| --------------------- | ------------------------------------------------------------ | --------------------- |
| Num                   | Coureur                                                      | Pos                   |
| 101                   | Romain Feillu (FRA)                                          | 113e                  |
| 102                   | Kris Boeckmans (BEL)*                                        | 91e                   |
| 103                   | Thomas De Gendt (BEL)                                        | 29e                   |
| 104                   | Sergueï Lagoutine (UZB) → Champion d'Ouzbékistan             | 58e                   |
| 105                   | Gustav Larsson (SWE) → Champion de Suède du contre-la-montre | NP-6                  |
| 106                   | Björn Leukemans (BEL)                                        | 46e                   |
| 107                   | Frederik Veuchelen (BEL)                                     | 67e                   |
| 108                   | Lieuwe Westra (NED)                                          | 2e                    |

| Lampre-ISD LAM | Lampre-ISD LAM                          | Lampre-ISD LAM |
| -------------- | --------------------------------------- | -------------- |
| Num            | Coureur                                 | Pos            |
| 111            | Damiano Cunego (ITA)                    | 13e            |
| 112            | Leonardo Bertagnolli (ITA)              | 74e            |
| 113            | Grega Bole (SLO) → Champion de Slovénie | 79e            |
| 114            | Matteo Bono (ITA)                       | 121e           |
| 115            | Matthew Lloyd (AUS)                     | NP-8           |
| 116            | Daniele Pietropolli (ITA)               | 28e            |
| 117            | Daniele Righi (ITA)                     | 114e           |
| 118            | Diego Ulissi (ITA)*                     | 48e            |

| Europcar EUC | Europcar EUC              | Europcar EUC |
| ------------ | ------------------------- | ------------ |
| Num          | Coureur                   | Pos          |
| 121          | Thomas Voeckler (FRA)     | 30e          |
| 122          | Yukiya Arashiro (JPN)     | 45e          |
| 123          | Giovanni Bernaudeau (FRA) | 36e          |
| 124          | Sébastien Chavanel (FRA)  | 124e         |
| 125          | Damien Gaudin (FRA)       | 134e         |
| 126          | Vincent Jérôme (FRA)      | 119e         |
| 127          | Davide Malacarne (ITA)*   | 41e          |
| 128          | Alexandre Pichot (FRA)    | 32e          |

| Saxo Bank SAX | Saxo Bank SAX              | Saxo Bank SAX |
| ------------- | -------------------------- | ------------- |
| Num           | Coureur                    | Pos           |
| 131           | Daniel Navarro (ESP)       | 15e           |
| 132           | Jonas Aaen Jørgensen (DEN) | 116e          |
| 133           | Kasper Klostergaard (DEN)  | 137e          |
| 134           | Karsten Kroon (NED)        | 93e           |
| 135           | Anders Lund (DEN)          | 54e           |
| 136           | Jarosław Marycz (POL)*     | 138e          |
| 137           | Michael Mørkøv (DEN)       | 128e          |
| 138           | Nick Nuyens (BEL)          | AB-2          |

| FDJ-BigMat FDJ | FDJ-BigMat FDJ           | FDJ-BigMat FDJ |
| -------------- | ------------------------ | -------------- |
| Num            | Coureur                  | Pos            |
| 141            | Sandy Casar (FRA)        | AB-5           |
| 142            | Pierrick Fédrigo (FRA)   | 64e            |
| 143            | Anthony Geslin (FRA)     | 47e            |
| 144            | Yauheni Hutarovich (BLR) | 122e           |
| 145            | Arnold Jeannesson (FRA)  | 6e             |
| 146            | Rémi Pauriol (FRA)       | NP-6           |
| 147            | Cédric Pineau (FRA)      | 95e            |
| 148            | Jérémy Roy (FRA)         | 19e            |

| Garmin-Barracuda GRM | Garmin-Barracuda GRM                      | Garmin-Barracuda GRM |
| -------------------- | ----------------------------------------- | -------------------- |
| Num                  | Coureur                                   | Pos                  |
| 151                  | Christophe Le Mével (FRA)                 | 102e                 |
| 152                  | Thomas Dekker (NED)                       | 88e                  |
| 153                  | Koldo Fernández (ESP)                     | 109e                 |
| 154                  | Murilo Fischer (BRA) → Champion du Brésil | 106e                 |
| 155                  | Heinrich Haussler (AUS)                   | 80e                  |
| 156                  | Andreas Klier (GER)                       | 107e                 |
| 157                  | Martijn Maaskant (NED)                    | 127e                 |
| 158                  | Sep Vanmarcke (BEL)*                      | 112e                 |

| BMC Racing BMC | BMC Racing BMC            | BMC Racing BMC |
| -------------- | ------------------------- | -------------- |
| Num            | Coureur                   | Pos            |
| 161            | Thor Hushovd (NOR)        | 118e           |
| 162            | Brent Bookwalter (USA)    | 23e            |
| 163            | Marcus Burghardt (GER)    | NP-7           |
| 164            | Klaas Lodewyck (BEL)*     | NP-6           |
| 165            | Amaël Moinard (FRA)       | 52e            |
| 166            | Taylor Phinney (USA)*     | NP-4           |
| 167            | Tejay van Garderen (USA)* | 5e             |
| 168            | Danilo Wyss (SUI)         | 89e            |

| Katusha KAT | Katusha KAT                                     | Katusha KAT |
| ----------- | ----------------------------------------------- | ----------- |
| Num         | Coureur                                         | Pos         |
| 171         | Denis Menchov (RUS)                             | AB-7        |
| 172         | Giampaolo Caruso (ITA)                          | 57e         |
| 173         | Xavier Florencio (ESP)                          | 33e         |
| 174         | Vladimir Isaychev (RUS)                         | AB-3        |
| 175         | Alexander Kristoff (NOR)* → Champion de Norvège | NP-8        |
| 176         | Simon Špilak (SLO)                              | 4e          |
| 177         | Ángel Vicioso (ESP)                             | 10e         |
| 178         | Eduard Vorganov (RUS)                           | 55e         |

| Liquigas-Cannondale LIQ | Liquigas-Cannondale LIQ    | Liquigas-Cannondale LIQ |
| ----------------------- | -------------------------- | ----------------------- |
| Num                     | Coureur                    | Pos                     |
| 181                     | Ivan Basso (ITA)           | AB-6                    |
| 182                     | Eros Capecchi (ITA)        | 25e                     |
| 183                     | Tiziano Dall'Antonia (ITA) | 135e                    |
| 184                     | Ted King (USA)             | 136e                    |
| 185                     | Paolo Longo Borghini (ITA) | 73e                     |
| 186                     | Dominik Nerz (GER)*        | 44e                     |
| 187                     | Sylwester Szmyd (POL)      | 49e                     |
| 188                     | Elia Viviani (ITA)*        | 120e                    |

| Lotto-Belisol LTB | Lotto-Belisol LTB       | Lotto-Belisol LTB |
| ----------------- | ----------------------- | ----------------- |
| Num               | Coureur                 | Pos               |
| 191               | Gregory Henderson (NZL) | 105e              |
| 192               | Lars Ytting Bak (DEN)   | NP-7              |
| 193               | Gaëtan Bille (BEL)*     | 104e              |
| 194               | Bart De Clercq (BEL)    | 110e              |
| 195               | Adam Hansen (AUS)       | NP-4              |
| 196               | Olivier Kaisen (BEL)    | NP-4              |
| 197               | Gianni Meersman (BEL)   | 26e               |
| 198               | Maarten Neyens (BEL)    | NP-6              |

| Saur-Sojasun SAU | Saur-Sojasun SAU         | Saur-Sojasun SAU |
| ---------------- | ------------------------ | ---------------- |
| Num              | Coureur                  | Pos              |
| 201              | Jérôme Coppel (FRA)      | 11e              |
| 202              | Jimmy Engoulvent (FRA)   | NP-7             |
| 203              | Jérémie Galland (FRA)    | AB-7             |
| 204              | Jonathan Hivert (FRA)    | 69e              |
| 205              | David Le Lay (FRA)       | 34e              |
| 206              | Guillaume Levarlet (FRA) | AB-6             |
| 207              | Julien Simon (FRA)       | 40e              |
| 208              | Yannick Talabardon (FRA) | 51e              |

| Project 1t4i PRO | Project 1t4i PRO        | Project 1t4i PRO |
| ---------------- | ----------------------- | ---------------- |
| Num              | Coureur                 | Pos              |
| 211              | Marcel Kittel (GER)*    | NP-8             |
| 212              | Roy Curvers (NED)       | AB-7             |
| 213              | Koen de Kort (NED)      | 66e              |
| 214              | John Degenkolb (GER)*   | 96e              |
| 215              | Alexandre Geniez (FRA)* | 78e              |
| 216              | Simon Geschke (GER)     | 71e              |
| 217              | Patrick Gretsch (GER)*  | 130e             |
| 218              | Tom Veelers (NED)       | NP-5             |